# Parkwijk (Almere)
Parkwijk is een wijk in de Nederlandse stad Almere. De wijk, gelegen in het stadsdeel Almere Stad Oost, grenst aan Danswijk, Filmwijk en Verzetswijk. Aan de westzijde van de wijk liggen het Ebenezer Howard Park en de havo/vwo school het Helen Parkhurstcollege.
Op 1 januari 2023 telde de wijk 5.475 inwoners, verdeeld over 2.155 woningen, op een oppervlakte van 1,33 km².
De straten in Parkwijk zijn vernoemd naar bomen, planten, parken en fruitsoorten.

## Openbaar vervoer
Parkwijk wordt doorsneden door een busbaan en heeft daaraan vier bushaltes waar de volgende buslijnen stoppen:
- Parkwijk Zuid  M5   N22
- Parkwijk Midden  M5   N22
- Parkwijk West  M7   M8   N22
- Station Parkwijk  M5   M7   M8   322   N22

### Metrobussen
| Lijn | Lijn            | Route                                  | Via | Opmerkingen                                                |
| ---- | --------------- | -------------------------------------- | --- | ---------------------------------------------------------- |
| M5   | Dansmetro       | Station Centrum - Station Parkwijk     | Flevoziekenhuis, Filmwijk, Danswijk, Parkwijk |                                                            |
| M7   | Parkmetro       | Station Centrum - Station Oostvaarders | Flevoziekenhuis, Filmwijk, Parkwijk, Station Parkwijk, Tussen de Vaarten, Landgoederenbuurt, Faunabuurt, Bloemenbuurt, Station Buiten, Regenboogbuurt, Eilandenbuurt | Rijdt op zaterdag 24 uur per dag op een deel van de route. |
| M8   | Nobelhorstmetro | Station Centrum - Nobelhorst           | Flevoziekenhuis, Filmwijk, Parkwijk, Station Parkwijk, Tussen de Vaarten, Sallandsekant                                                                              |                                                            |

### R-net
| Lijn | Route                                               | via | Opmerking                                                            |
| ---- | --------------------------------------------------- | --- | -------------------------------------------------------------------- |
| 322  | Almere, Station Parkwijk - Amsterdam, Amstelstation | Almere Stad (Verzetswijk, Tussen de Vaarten, Sallandsekant, Danswijk, Veluwsekant, Busstation ’t Oor, Gooisekant), Almere Poort (Hogekant, Europakwartier, Topsportcentrum, Station Poort, Strand), Muiden (P+R, Maxisweg), Diemen (Diemerknoop), Amsterdam-Oost (Brinkstraat, Middenweg) | Rijdt buiten de spitsuren alleen tussen busstation 't Oor en Muiden. |

### nightGo
| Lijn | Route                                           | Via | Opmerkingen                    |
| ---- | ----------------------------------------------- | --- | ------------------------------ |
| N22  | Almere, Station Buiten - Amsterdam, Leidseplein | Almere Buiten (Bloemenbuurt, Faunabuurt, Landgoederenbuurt), Almere Stad (Tussen de Vaarten, Sallandsekant, Danswijk, Parkwijk, Station Parkwijk, Parkwijk, Filmwijk, Flevoziekenhuis, Station Centrum, Staatsliedenwijk, Kruidenwijk, Muziekwijk, Station Muziekwijk, Componistenpad, Station Muziekwijk, Literatuurwijk, Hogekant), Almere Poort (Middenkant, Homeruskwartier, Columbuskwartier, Europakwartier, Station Poort), Muiden (P+R), Amsterdam (Brinklaan, Middenweg, Amstelstation) | Rijdt alleen op zaterdagnacht. |